# Michal Zelman
Michal Zelman (8. září 1914 – 7. února 1975) byl slovenský a československý politik Komunistické strany Slovenska a poúnorový poslanec Národního shromáždění ČSSR.

## Biografie
Ve volbách roku 1960 byl zvolen za KSS do Národního shromáždění ČSSR za Západoslovenský kraj. V Národním shromáždění zasedal do konce volebního období parlamentu, tedy do voleb v roce 1964.